# Răsurile, Călărași
Răsurile (în trecut, Ceair) este un sat în comuna Ileana din județul Călărași, Muntenia, România.